# Фентон (Мичиген)
Фентон (Мичиген) (енгл. Fenton) град је у америчкој савезној држави Мичиген. По попису становништва из 2010. у њему је живело 11.756 становника.

## Демографија
Према попису становништва из 2010. у граду је живело 11.756 становника, што је 1.174 (11,1%) становника више него 2000. године.
| Група             | 2000.          | 2010.          |
| Белци             | 10.071 (95,2%) | 10.992 (93,5%) |
| Афроамериканци    | 63 (0,6%)      | 151 (1,3%)     |
| Азијати           | 100 (0,9%)     | 88 (0,7%)      |
| Хиспаноамериканци | 191 (1,8%)     | 293 (2,5%)     |
| Укупно            | 10.582         | 11.756         |